# Pilocrocis caustichroalis
Pilocrocis caustichroalis là một loài bướm đêm trong họ Crambidae.